# Rebel Heart Tour
Rebel Heart Tour fue la décima gira musical de la cantante estadounidense Madonna, para promover su decimotercer álbum de estudio, Rebel Heart (2015). Se inició el 9 de septiembre en Montreal e incluyó conciertos en América del Norte, Europa, Asia y Oceanía. Con la gira, la cantante visitó por primera vez Taiwán, Tailandia, Hong Kong, Macao, Filipinas y Nueva Zelanda. Además, fue la primera vez en 23 años que la cantante visitaba Puerto Rico y Australia desde el The Girlie Show World Tour de 1993. La empresa encargada de la promoción de la gira fue Live Nation.
Tras un recorrido de cinco etapas, con 82 fechas a lo largo de cuatro continentes, la gira finalizó con una recaudación de $169 804 336, con un total de 1,045,479 entradas vendidas. Así la cantante, gracias a este éxito, consiguió extender su récord como la artista, en solitario, más taquillera de la historia con sus giras, con más de $1.31 mil millones en bruto. En general, Madonna ocupa el tercer lugar en la parte superior en la lista de los artistas con mayor recaudación de la historia.

## Antecedentes
Las primeras informaciones acerca de una posible gira internacional se dieron en el mes de enero de 2015. Numerosos medios de prensa comenzaron a informar sobre una posible gira de conciertos de apoyo para la promoción del álbum Rebel Heart. El periódico italiano Torino Today informó sobre la planificación de hacer volver a Madonna a Turín los días 20 y 21 de noviembre de 2015. Los periódicos canadienses, La Presse y Le Journal de Montréal informaron que habría conciertos de Madonna en las ciudades de Quebec y Montreal. Según estos medios, Madonna estaría inaugurando un nuevo espacio en la ciudad de Quebec, mientras que los espectáculos en Montreal sucederían en el Centre Bell. Según The Inquisitr, la gira mundial se concentraría en arenas y sería anunciada tras los Brit Awards de ese mismo año, donde además la cantante actuó con el sencillo «Living For Love». Después de la dicha actuación, se conoció la primera fecha, el 9 de diciembre de 2015 en el Bercy Arena de París. Seguidamente, se publicó que el lunes 2 de marzo se anunciaran las fechas de la gira mediante la web de la cantante, después de fuertes rumores que confirmaban la presencia de la artista en diferentes países europeos.

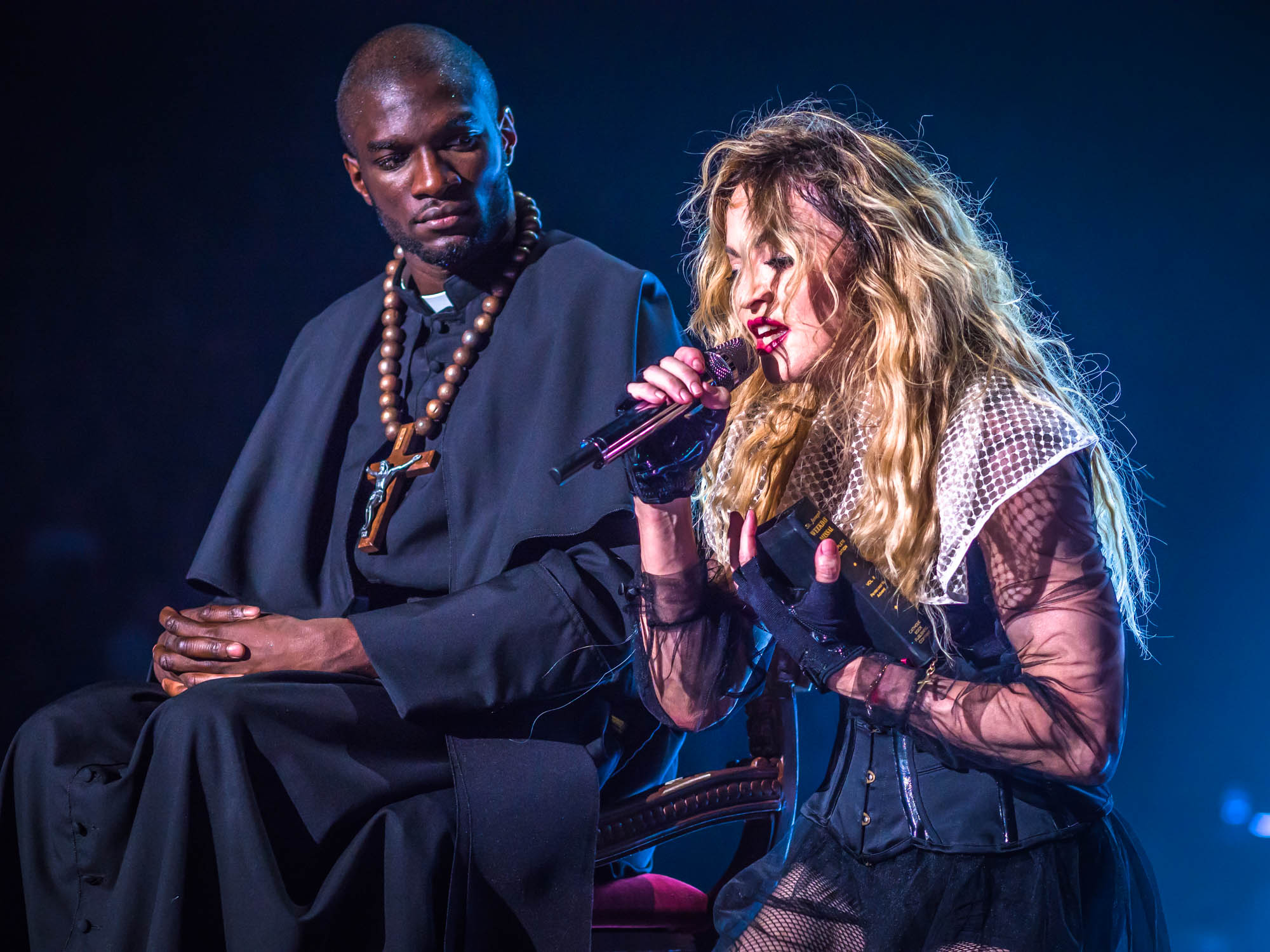
Madonna interpretando «Devil Pray» durante la gira.

Finalmente, como se había anunciado, el lunes 2 de marzo se publicaron las fechas para Norteamérica y Europa en la página web de la cantante, conformando 35 fechas a la espera de nuevas fechas a nivel internacional, principalmente en Asia y Australia, donde la cantante volvería después de 23 años; la última gira con la que estuvo en tierras australianas fue The Girlie Show World Tour en 1993. En la nota de prensa de público lo siguiente: «Madonna sigue siendo una de las artista más importantes de la historia, sus shows son legendarios y estamos muy emocionados con su nueva gira», afirma Arthur Fogel, Presidente de Global Touring y Chairman de Global Music. En el The New York Times se comentaba: «No veremos a Madonna como la celebrity, como un icono de moda, sino a la Madonna artista, la que nos ha tenido enganchados a su música durante décadas». El británico The Sun añade: «La Reina del Pop reinará de nuevo: Madonna está a punto de lanzar su mejor álbum en 17 años y uno de los mejores de toda su carrera».
En mayo de 2015 se dio a conocer que las primeras cinco fechas de la gira que pertenecían a la primera etapa americana de la gira fueron pospuestas a enero de 2016, posponiendo el inicio de la gira más de una semana de lo programado. Según la revista Billboard, la gira fue pospuesta por la preparación de la misma, según la cantante: «el espectáculo tiene que ser perfecto (...) El montaje de todos los elementos requerirá más tiempo del que pensábamos. Me disculpo por cualquier inconveniente que esto pueda causar a mis fans. Yo te puedo prometer que este espectáculo valdrá la pena la espera. No puedo esperar para compartirlo con todos mis Corazones Rebeldes que estén por ahí.»  En junio de 2015 se anunciaron las primeras fechas en tierras australianas, confirmado así que la cantante volverá a Australia después de más de 20 años, siendo Sídney su primera fecha confirmada. Poco después se anunciaron las fechas completas para toda Oceanía visitando, además de Australia, Nueva Zelanda por primera vez en su longeva carrera. Según la CNN, Filipinas también figurara en el itinerario de la gira en 2016, por dos actuaciones en SM Mall of Asia de Manila. Finalmente la visita de la cantante a tierras filipinas fue confirmada en julio, siendo añadida una segunda fecha al poco tiempo.

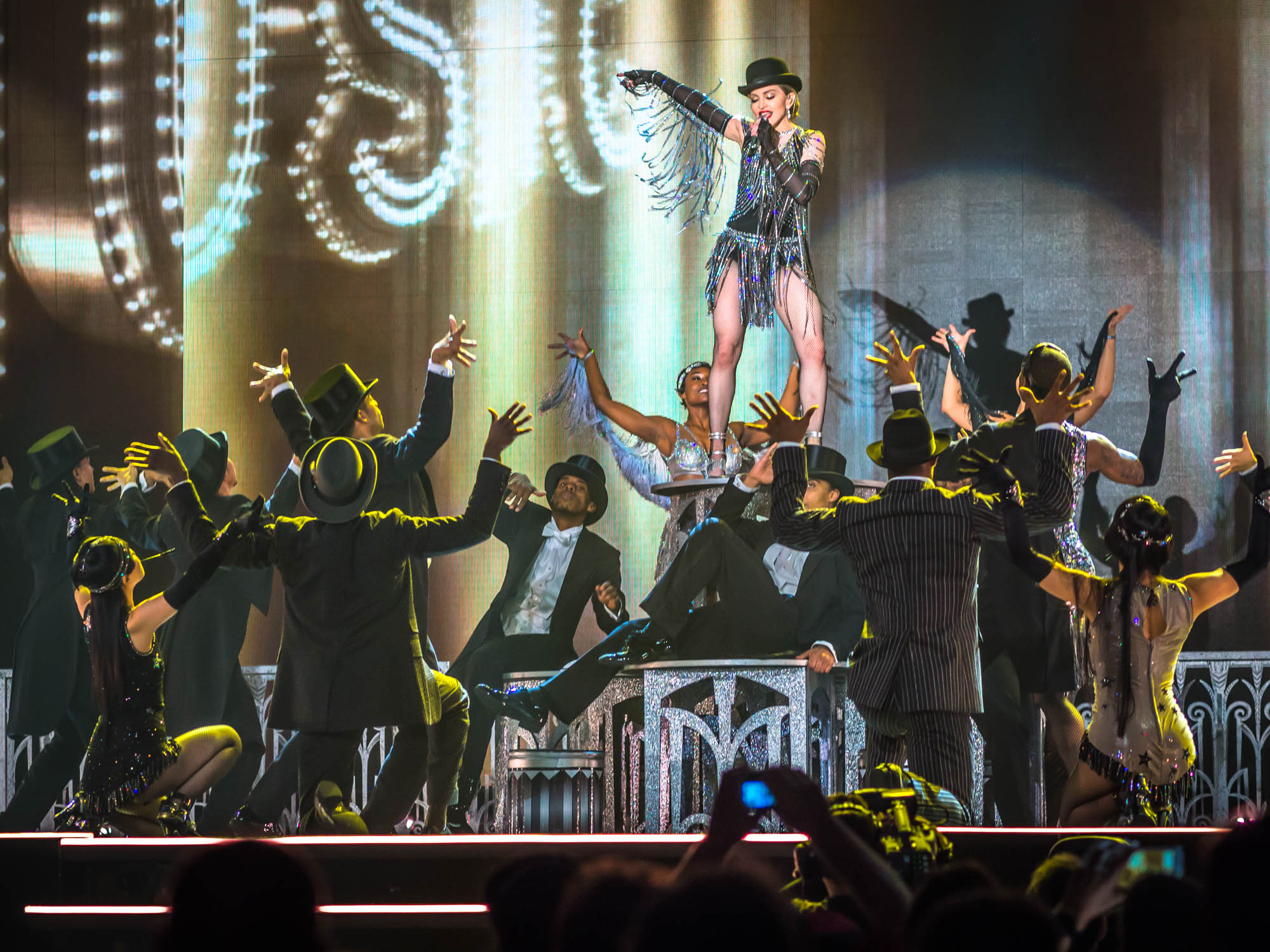
Madonna interpretando «Music».

Asimismo, según el South China Morning Post la cantante visitaría Hong Kong, Taiwán y Macao en febrero de 2016, antes o después de su paso por Filipinas. Poco después su publicación más informaciones al respecto de los conciertos asiáticos de la cantante. Así, se supo que probablemente la artista actué en Hong Kong durante dos noches en el AsiaWorld-Arena, además, visitaría Taiwán poco después con un concierto en el Taipei Arena de la capital antes de partir a Filipinas. La visita de la cantante a Taipéi fue confirmada al poco tiempo. Asimismo, se publicaron nuevas fechas norteamericanas para enero de 2016, visitando algunas ciudades estadounidenses más y México, consiguiendo que se añadiese una fechas más en este último país poco después. El 15 de septiembre se publicaron de forma oficial las nuevas fechas en la web de la cantante, tanto en Estados Unidos como en Asia, destacando su primer concierto en Japón en una década. Singapur también fue añadida a en el itinerario de la gira para el 28 de febrero de 2016, sin embargo, el concierto fue calificado como "solo para adultos" por parte de la Autoridad de Desarrollo de Medios de comunicación del país. A inicios de marzo, fue anunciado un concierto exclusivo en el Forum Theatre de Melbourne. Bajo el título "Tears of a Clown", la cantante ofrecerá un espectáculo derivado de la gira donde incluirá, además de la música, arte y comedia.
Rebel Heart Tour está dirigido por la División Global Touring de Live Nation Entertainment, dirigida por Arthur Fogel. Es la quinta colaboración de Madonna con Live Nation, con más de $1 mil millones en Boxscore grosses, y 7,8 millones de entradas vendidas para 289 espectáculos de sus anteriores contratos con la empresa. Fogel comentó que la filtración del álbum había ayudado a traer más atención a la música de Madonna y fue un escenario positivo para la gira mundial. «Es un poco extraño cómo ocurrió todo, pero ciertamente no ha sido negativo en términos de lograr que las personas que se dediquen a la nueva música. Cualquier cosa que ayuda a poner por ahí es bueno, incluso si sucede de una manera extraña», concluyó.

## Desarrollo
| Cuando voy de gira, me gusta el ensayo. Me gusta la creación de todo, como ser capaz de usar mi ropa de ensayo y estar sudorosa y no tener que preocuparse acerca de cómo me veo y entrarle a qué es lo que estoy tratando de decir y hacer.—-Madonna sobre los ensayos de la gira. |

Madonna dijo Rolling Stone que al crear el álbum, la cantante tuvo «momentos fugaces de ideas» de lo que le gustaría llevar a cabo en vivo en la gira. Pero no fue hasta que empezó a hacer las actuaciones de promoción de apoyo a Rebel Heart cuando Madonna tenía una imaginación hormigonada sobre los temas que le gustaría incorporar al futuro espectáculo. Madonna explicó que «me gusta crear personajes y luego los cambios de los personajes y transformarse en otras cosas. Así que, de nuevo, nuestro proceso. Estoy en el comienzo de ese proceso en este momento, en términos de pensamiento de mi viaje y esas cosas.»
Madonna había alistado una empresa de sastrería española de Zaragoza para la creación de dos traje de luces de torero, junto con una capa y otro traje de matador, relacionados para sus bailarines de respaldo. La compañía de sastrería tuvo que firmar un acuerdo de confidencialidad sobre los trajes. También hicieron varios ajustes a los diseños tradicionales, como la sustitución de la imagen de Jesús o María con la de una M mayúscula que indica Madonna. De acuerdo con la empresa, el gerente Alfredo Roqueta, los trajes fueron creados en 12 días, y se emplearon máquinas de coser para acelerar el proceso. Sin embargo, Madonna y sus bailarines no salieron de los ensayos, en vez enviado sus mediciones a través del correo electrónico y los vestidos fueron creados en consecuencia. Los representantes de PETA condenaron los trajes, criticando la cantante de «glorificar la sangre derramada» y diciendo que ella «ha perdido claramente el equilibrio con opciones traje para su gira». Cabe destacar que el vídeo musical de «Living For Love», donde se utiliza la influencia de la tauromaquia en la estética, Madonna utilizó una cita del filósofo alemán Friedrich Nietzsche para mostrar que a pesar del uso de esta estética, se muestra en contra de las corridas de toros.

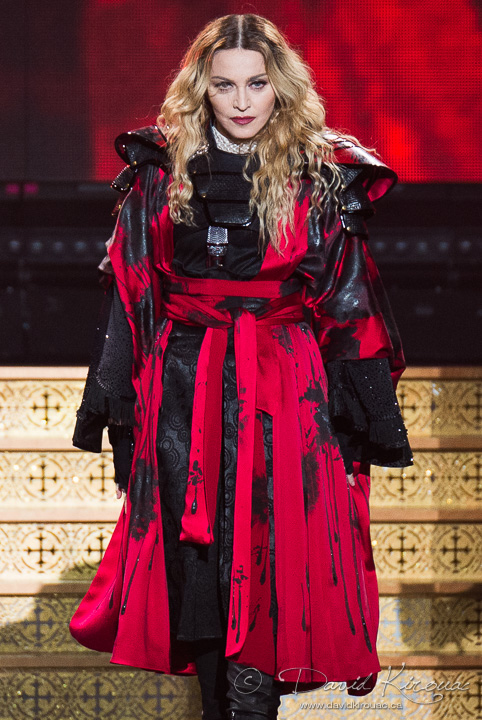
Madonna en la apertura del concierto en Montreal en septiembre de 2015.

Entre abril y mayo se iniciaron en París y Nueva York los castings para el cuerpo de baile de la gira. Así, el perfil exigido, que deja ver cómo será el espectáculo, es de bailaores de flamenco y bailarines de pole dance. Asimismo, gracias a esta selección de bailarines se confirmó que la gira será alargada hasta 2016 y que el director de la gira será Jamie King, con el que Madonna ya trabajo anteriormente en varias de sus giras predecesoras y en el Halftime show de la Super Bowl XLVI (2012).
La filmación de vídeos de fondo de la gira también se llevó a cabo, con el boxeador Mike Tyson, que apareció como vocalista invitado en el álbum en la canción «Iconic», confirmando que había grabado un vídeo secreto de Madonna. Tyson cree que el vídeo podría ser recibido negativamente ya que las escenas filmadas en las que él participa se muestra como un personaje salvaje, desnudo en una jaula como rehén. El boxeador agregó que cuando él había filmado a ella «[el vídeo] no parecía intenso. Pero después de verlo expresó: 'Whoa'. Era como [algo fuera de] National Geographic... yo necesito ser domado, el hombre.» Dos vídeos cortos fueron liberados en las redes sociales de la cantante, que muestran los ensayos que estaban teniendo lugar. De fondo sonaban las canciones «Devil Pray» y «Iconic» de Rebel Heart, los vídeos mostraban coreografías inspiradas en el flamenco, bailarinas caracterizadas de monjas bailando en barras americanas, y un elaborado conjunto de bailarines realizando una coreografía donde llevan gigantes postes. El 3 de septiembre, la cantante mediante su cuenta de Instagram, publicó un pequeño fragmento del vídeo filmado para el espectáculo. En el breve avance se puede ver a Madonna siendo transportada como una «una virgen en procesión de Semana Santa» mientras suena la canción. Poco después se supo que la compañía multimedia "Moment Factory" de Montreal se unió a la gira, siendo esta la tercera colaboración con Madonna, después de espectáculo de medio tiempo de la Super Bowl XLVI y The MDNA Tour.
En una breve entrevista concedida al The Oakland Press en julio, Madonna afirmó que el tema del espectáculo es el romance, diciendo: «Amor. Vivir por amor. Ser un corazón rebelde. Vivir por amor. Todo esto está interconectado, creen en sus sueños, superar aversiones, cosas así. Las cosas simples de la vida». Asimismo, la cantante dijo que se encuentra en plena jornada de ensayos y producción del espectáculo, en aquel momento estaba centrada en la formación del repertorio. En agosto de 2015 se confirmaron el grupo de diseñadores que estuvieron trabajando para la creación de todo el vestuario que se utilizaría durante la gira. Bajo la supervisora de la diseñadora Arianne Phillips, los diseñadores fueron Alessandro Michele de Gucci, Alexander Wang, Fausto Puglisi, Jeremy Scott de Moschino, Nicolas Jebran, Miu Miu, Prada y Swarovski. Gracias a una entrevista concedida al New York Post, se supo que los ensayos de la gira fueron realizados en el Nassau Coliseum de  Uniondale (Nueva York).

## Actos de apertura
Primera etapa

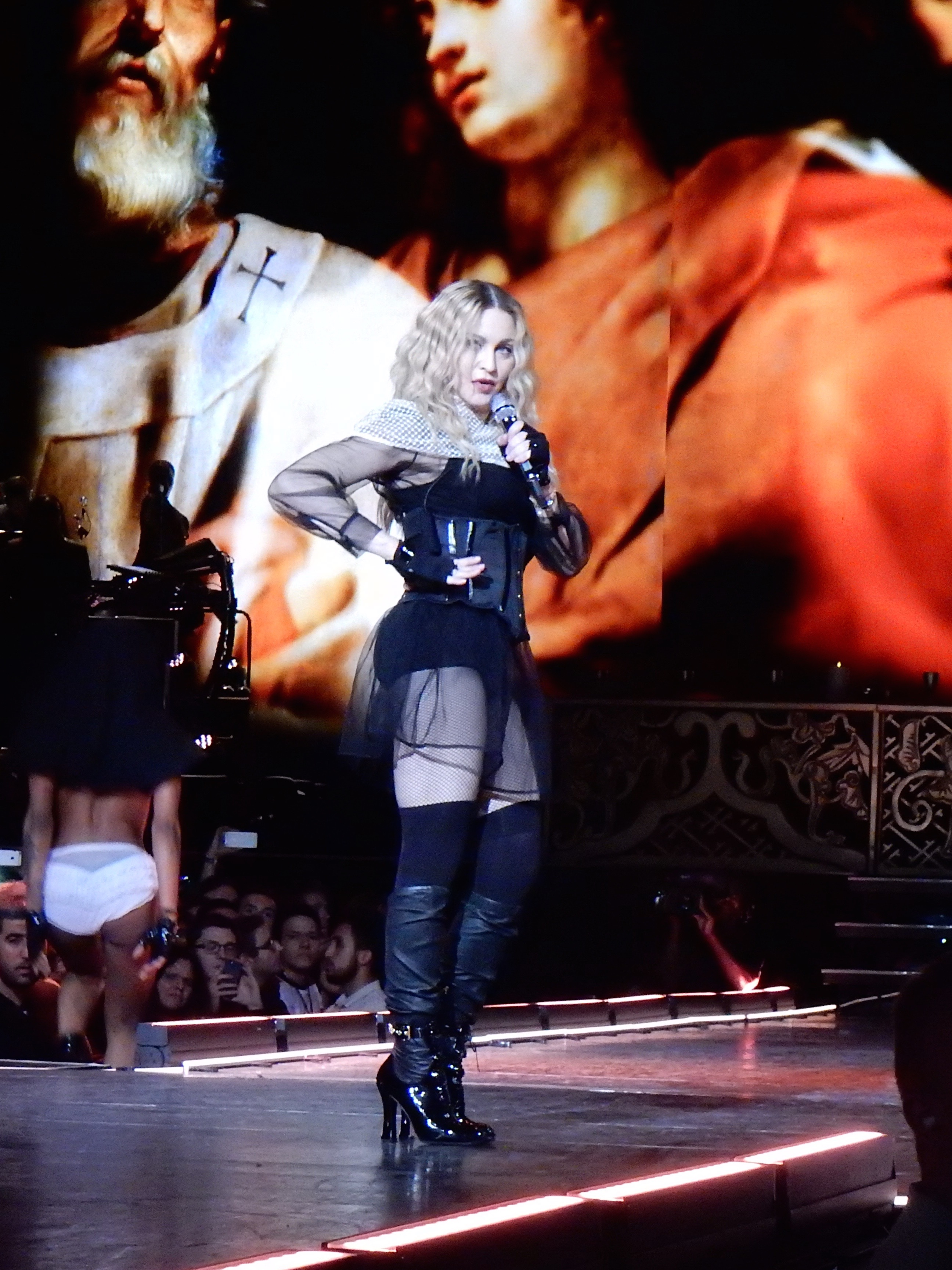
Madonna interpretando «Holy Water» / «Vogue».

- Diplo (Norteamérica, 9 de septiembre de 2015 - 10 de septiembre de 2015)[31]
- Amy Schumer (Norteamérica, 16 de septiembre de 2015 - 19 de septiembre de 2015)[32]
- Sleepy Tom (Norteamérica, 12 de septiembre de 2015 & 21 de septiembre de 2015)[33]
- Michael Diamond (Norteamérica, fechas seleccionadas entre: 24 de septiembre de 2015 - 29 de octubre de 2015)[34]
- Kaytranada (Norteamérica, 1 de octubre de 2015 & 14 de octubre de 2015)[35]

Segunda etapa
- Mary Mac (Europa, 4 de noviembre de 2015 & 5 de noviembre de 2015)[36]
- Lunice (Europa, fechas seleccionadas entre: 24 de noviembre de 2015 - 12 de diciembre de 2015)[37]
- Rejjie Snow (Europa, fechas seleccionadas entre: 2 de diciembre de 2015 - 20 de diciembre de 2015)[38]

Tercera etapa
- Mary Mac (Norteamérica, fechas seleccionadas entre: 6 de enero de 2016 - 28 de enero de 2016)
- Lunice (Norteamérica, fechas seleccionadas entre: 6 de enero de 2016 - 28 de enero de 2016)

Cuarta y Quinta etapa
- Mary Mac (Asia & Oceanía, fechas seleccionadas entre: 4 de febrero de 2016 - 20 de marzo de 2016)

## Descripción

### Escenario

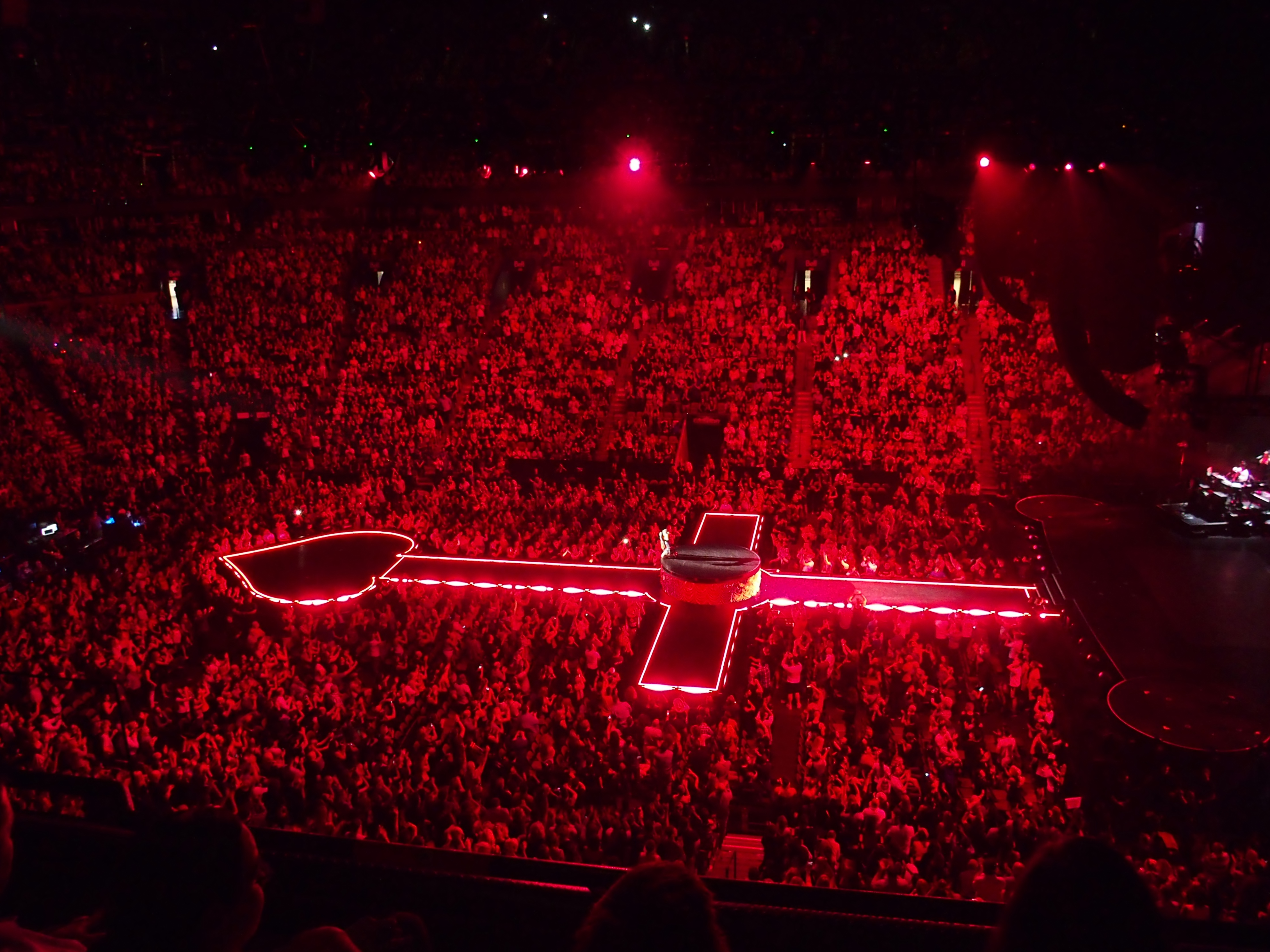
El escenario de la gira estuvo formado por una larga pasarela en forma de cruz y un final en forma de corazón.

El gran escenario principal fue configurado para poder alcanzar el extremo de cada lado de las arenas donde se llevase a cabo el concierto de forma horizontal, con una larga pasarela que se extiende desde su centro hacia el final del espacio en forma de corazón. En el medio de la pasarela hubo un pequeño escenario circular desde donde se extienden las pasarelas. Con el fin de facilitar a Madonna y sus bailarines el aparecer en cualquier momento en el escenario, había aberturas en toda la longitud del escenario, así como calzadas para desaparecer debajo de la estructura al final de cada canción. Al fondo del escenario principal había tres grandes pantallas donde se reproducían los vídeos realizados y a la vez, al estar divididas podían ser desplazadas, junto con dos vocalistas de fondo de la cantante y la banda musical a cada costado del escenario. Stufish, que había desarrollado previamente las estructuras del The MDNA Tour, se alistó para la realización del escenario del Rebel Heart Tour. Las estructuras perpendiculares que emanan desde la mitad de la pista, diseñadas por Stufish, permitieron Madonna y sus bailarines llegar a más público.
Una de las características principales del escenario es una compleja máquina, como la estructura, que permitió a todo el escenario convertirse en móvil y asumir muchas formas y tamaños en todo el espectáculo. Consiste en una pantalla de vídeo de alta resolución [28 ft × 16 ft (8.5 m × 4.9 m)], que era intercambiable en el escenario principal como suelo, así como la creación de una plataforma elevada [8 feet (2.4 m)], o una pared vertical que puede inclinarse de cero a 90 grados en menos de medio minuto, también se utiliza como una pared angular para los bailarines del espectáculo que se balancean hacia adelante y atrás. Especialmente diseñados para el puenting, se unen al borde superior de la máquina unas largas lanzas, lo que permite a los artistas intérpretes o ejecutantes realizar acrobacias. También fueron capaces de pasar por debajo de las pantallas que actúan como paredes.

### Sinopsis del concierto
Act 1 - Joan of Arc / Samurai
El espectáculo se inicia con la reproducción del vídeo de apertura, que muestra a Madonna en un vestido glamuroso retozando con los hombres-desnudos de cuerpo, mientras que Tyson grita desde detrás de una jaula. Así comienza a sonar la música de apertura con la canción «Iconic», 10 bailarines disfrazados de soldados medievales en oro y negro con realización de grandes lanzas de oro que terminan en cruces, salen hacia el escenario, mientras que cuatro bailarinas con trajes ligeramente diferentes se unen al cuerpo de baile. Madonna aparece encerrada en una jaula de acero desde el techo, bajando hasta el escenario e interpretando en directo la canción, saliendo de la jaula para realizar la coreografiara de apertura con en un momento en el cual aparece colgada boca abajo de las lanzas. El concierto continua con la canción «Bitch I'm Madonna», cuya puesta en escena incluyó cuatro bailarinas vestidas como geishas, bailarines que participan simulando un combate de artes marciales mientras se realiza la coreografía. Entonces la cantante coge una guitarra eléctrica para cantar una versión funky de «Burning Up», mientras que se mueve en el centro del escenario.
A continuación, entre la oscuridad comienzan a sonar las primeras notas de «Holy Water», las bailarinas aparecieron vestidas como monjas en pantalones cortos y con la parte superior del bikini, mientras que se realiza un baile en barra, mientras Madonna se mueve por el escenario e incluso subiéndose encima de una de sus bailarinas mientras está sujeta a las barras. Cerca del final de la actuación, Madonna realiza una breve entonación de «Vogue», al tiempo que en el fondo del escenario surge una representación de La Última Cena, mientras los bailarines le atan las manos al final de la actuación. Fue a partir de la cima de la mesa cuando ella comenzó a cantar la versión acústica de «Devil Pray» mientras de fondo se mostraron clips de gente siendo bautizada, con Madonna arrodillada en el escenario al lado de un bailarín caracterizado de cura. Cuando terminó de interpretar «Devil Pray», Madonna desapareció detrás del escenario y el interludio de «Messiah» comenzó, con bailarines ejecutando coreografías envuelto con grandes paños blancos que cuelgan del techo.
Act 2 - Rockabilly Meets Tokyo
En el siguiente segmento se comienza con «Body Shop», donde Madonna canta la canción con los bailarines vestidos como mecánicos frente a un Ford Falcon de 1965. Madonna luego toma un ukelele y realiza una versión acústica de «True Blue» con la audiencia cantando con ella. Una versión disco de «Deeper and Deeper» es interpretada realizando una coreografía que la lleva hasta al final de la pasarela en forma de corazón, y una escalera de caracol cae lentamente del techo, para cantar entre las sombras «Heartbreak City». Mientras Madonna canta, un bailarín intenta acercarse a ella, pero la cantante se mantiene y lo evita, rechazando-le. Al final ella lo empuja desde la parte superior de las escaleras y canta parte de «Love Don't Live Here Anymore». A continuación, se adentra en «Like a Virgin», lo realiza con energía en el escenario principal, dando lugar al interludio de «S.E.X.» y «Justify My Love» en marcha, con los bailarines actuando como cuatro parejas entrelazadas en cuatro camas.
Act 3 - Latin / Gypsy
A continuación, suena una breve introducción que da lugar a la actuación de «Living for Love» con una puesta en escena similar a las actuaciones realizadas en los Premios Grammy y Brit Awards de 2015. Madonna seguidamente pasa a interpretar «La isla bonita», acompañado por guitarras acústicas, con todos los bailarines vestidos con coloridos trajes españoles. A continuación, se realizó un popurrí de sus viejas canciones con un cambio de vestuario, incluyendo «Dress You Up», «Into the Groove», «Everybody» y «Lucky Star», para pasar a la guitarra acústica con la interpretación de «Who's That Girl». Seguidamente la cantante continua con el estilo más acústico para interpretar «Ghosttown» y «Rebel Heart» con sus fanáticos. Durante la actuación de «Rebel Heart», de fondo se muestra los fan arts que los propios seguidores de la cantante publicaron en las redes, dando lugar al interludio de «Illuminati», con siete bailarines que se suben sobre unas barras elásticas y comienzan a balancearse hacia adelante y hacia atrás sobre el público.
Act 4 - Party / Flapper
Seguidamente la atmósfera de una discoteca fue creada en el escenario con Madonna apareciendo con una puesta en escena de los Felices años veinte para interpretar un mash-up de «Music» y «Candy Shop» con una elaborada coreografía. Una versión ralentizada de «Material Girl» es interpretada seguidamente junto con los bailarines, con un momento en el que la cantante emula a una novia con un largo velo blanco. Después se sienta para a cantar «La Vie En Rose» sola en el escenario de forma minimalista. Para cerrar este acto, la cantante interpreta, subiendo a un fanático al escenario, la canción «Unapologetic Bitch» siguiendo una coreografía. Ocasionalmente se suben invitados especiales en el escenario durante esta actuación.
Act 5 - Encore / Celebration
El concierto es finalizado con la actuación final de «Holiday», en un ambiente de fiesta con Madonna interpretando la canción por todo el escenario con una puesta en escena colorida y con diferentes banderas del mundo de fondo, bailando y con confeti para acabar desapareciendo con un elevador en el centro del escenario principal.

## Recepción

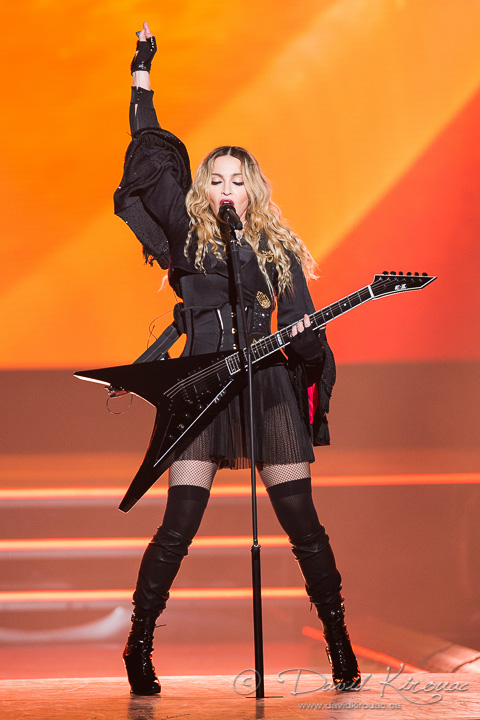
Madonna interpretando «Burning Up».

### Recepción Comercial
La venta de entradas se inició el 9 de marzo. Después de que los boletos estuviesen disponibles, comenzaron a venderse rápidamente. Las entradas para el espectáculo anunciado inicialmente en París se agotaron en 5 minutos, lo que provocó la adición de un segundo concierto. Una situación similar ocurrió en las fechas en Edmonton, el 11 de octubre de 2015, con la venta de entradas agotadas en el cuestión de segundos de estar disponible se añadió otro espectáculo. Asimismo, volvió a repetirse esta situación con el concierto de Ámsterdam, añadiendo otro más. Poco después volvió a ocurrir lo mismo que Francia o Holanda, tras una venta masiva de entradas, se añadió un concierto más en Montreal, Berlín, Colonia, Praga, Barcelona, Londres, Miami, Nueva York, Toronto y Turín, donde se añadieron dos. Asimismo, en Hong Kong las entradas se agotaron en 10 minutos a espera del anuncio de un segundo espectáculo. Las entradas para el concierto en Taiwán se agotaron en 15 minutos. Así, se añadieron una segunda fecha para Hong Kong y Taipéi por los buenos resultados en la masiva venta de entradas. Una situación similar tuvo lugar en Tailandia, donde se anunció una segunda fecha para el país. El diario sueco Svenska Dagbladet informó de que el concierto en Estocolmo realizado en el Tele 2 Arena atrajo un total de 40.557 audiencia, lo que supuso un nuevo récord para el estadio. En diciembre de 2015, se informó de la cuarta cifras Boxscore, con una recaudación total de $22.6 millones en ocho mercados y un total de 194,827 entradas vendidas. El total bruto de la gira cruzó los $80 millones con más de 622.000 espectadores.
A finales de 2015, la gira colocó en el número 11 en la lista de "Top 100 Worldwide Tours" de Pollstar, recaudando $88,400,000 con 49 conciertos realizados, con una asistencia total de 693.061 personas. Las recaudaciones de América del Norte para los espectáculos de 2016 se publicaron de marzo de 2016, con un total de 819,792 entradas vendidas y bruto de $107.3 millones.
Después de finalizar la gira,  Billboard  anunció el bruto total de la recaudación el 24 de marzo de 2016, con una recaudación final de $169,8 millones, con un total de 1,045,479 entradas vendidas. Así, Madonna extendió su récord como la artista, en solitario, más taquillera de la historia con sus giras, con más de $1.31 mil millones en bruto, contabilizándose a partir del Blond Ambition World Tour en 1990. En general, Madonna ocupa el tercer lugar en la parte superior en la lista de los artistas con mayor recaudación de la historia, solo por debajo de The Rolling Stones ($1,84 millones de dólares) y U2 ($1,67 millones de dólares). En Pollstar's 2016 Mid Year Special Features, la gira sitúa en el puesto número cuatro, ganando en total $85,5 millones de 33 espectáculos con una asistencia total de 395.815. Según ellos, la gira recaudó $ 173,9 millones en total con 1,088,876 entradas vendidas entre 2015 y 2016.

### Recepción de la Crítica

#### Norteamérica
Escribiendo para el neoyorquino Daily News, Jim Farber señaló que el aspecto más impactante de la gira no fue la imaginería y las actuaciones provocativas, más bien el hecho de que Madonna «apenas podía dejar de sonreír. Para cualquiera que haya seguido giras de Madonna desde el principio, a la vista de que no podía dejar de asustar ... el triunfo de la gira Rebel Heart Tour es como se encuentra Madonna tomar posesión de su herencia con un vencimiento sin precedentes». Pensamientos similares fueron publicados por Jordan Zivitz del Montreal Gazette quien observó que después de la primera sección, el tono del Rebel Heart Tour llegó a ser más despreocupado desde que Madonna parecía estar «disfrutando de ella». Se elogió la actuación de «La Vie En Rose» y puso fin a la crítica afirmando que «el show compartió un sentido de confianza en sí mismo y un sentido de juego... una revelación menor de un artista cuya disciplina y el perfeccionismo no haber comprometido un el amor de la diversión en serio». Chris Kelly de The Washington Post revisó el espectáculo en el Verizon Center, diciendo que Madonna fue «tan provocadora como siempre... En el momento en que su espectáculo comenzó... esas preguntas y más ['¿Después tres décadas en el centro de atención, Madonna todavía estaría vigente?'] se fueron por la ventana, una defenestración, la reina del pop obsesionada catolicismo es agradecida».
Alex Needham de The Guardian dio 5 estrellas en una reseña del concierto del Madison Square Garden, destacando como complementando el desempeño de las viejas canciones brilla el espectáculo,  concluyendo que «es una afirmación de que simplemente no hay otro artista como ella. Esta noche, Madonna nos mató». En su opinión positiva para The Village Voice, Hillary Hughes llama a Madonna «patrona del estallido de la revolución en la acción». Ella disfrutó especialmente la «magnífica» actuación de «La Vie en Rose» y representa la gira como «una celebración de lo que [Madonna] ha logrado, sino que también sirve como un recordatorio de que ella está sentada en su trono reinando como la Reina del Pop». Otra opinión positiva vino de Rob Sheffield de Rolling Stone, que complementa la camaradería de Madonna durante el show diciendo: «Esta vez Madonna tiene mucho más canciones nuevas y fuertes para jugar de Rebel Heart, y ella brillantemente renueva los golpes». Joe Lynch de Billboard dio una clasificación del concierto de 4 estrellas sobre 5, observando que «el espíritu creador inquieto de Madonna está en la exhibición completa en el Rebel Heart Tour». Elogió acto de apertura de Amy Schumer y las actuaciones de «Music», el popurrí de «Dress You Up» y «Body Shop». Jon Pareles revisó la gira para The New York Times, declarando que «mediante las décadas, las giras de Madonna han entregado las gafas que empujan los botones abundancia caliente». Pero en Rebel Heart Tour, la cantante decidió compartir sus prerrogativas en cambio, con Pareles complementando el remix de sus viejos éxitos. Ashley Lee para The Hollywood Reporter dio la misma respuesta, diciendo que la cantante, «[presentó] sus años de visión creativa y la experiencia en el escenario para ofrecer un espectáculo de escenario lleno de variedad visual, temáticas teatrales e inventiva instrumentación para refrescar incluso sus primeros éxitos».
Dando al concierto una calificación de B+, Melissa Maerz, de Entertainment Weekly, fue sorprendida por el estado de ánimo «juguetón» de Madonna durante el espectáculo, ya que sentía que la secuencia de apertura era una reminiscencia de entona oscuras del The MDNA Tour. Maerz ha añadido: «[Madonna] se divierte y, claro, la diversión era un montón de trabajo». En la revista New York también realizó una revisión, Lindsay Zolatz elogió el espectáculo y los bailarines de la gira, especialmente durante «Illuminati», pero criticó el exceso de inclusión de las canciones Rebel Heart en el repertorio.

#### Europa
Desde el diario alemán Volksstimme reseñaron un concierto en Colonia y lo describió como una «Madonna-show en miniatura», pero señaló que los éxitos "clásicos" consiguieron el mayor aplauso de la audiencia. Anders Nunstedt del diario sueco Expressen asistió al espectáculo en Estocolmo y la declaró como mejor que su anterior gira The MDNA Tour. Nunstedt felicitó cómo el público se hizo gradualmente interactivo y el show se convirtió en una conversación. También elogió el discurso de la cantante con respecto a los Atentados de París de noviembre de 2015 con el canto de «Like a Prayer», como un homenaje a las víctimas y sobrevivientes. Andrea Annaratone de la edición italiana de Vanity Fair revisó los espectáculos en Turín y criticó a Madonna para comenzar el concierto tarde. Sin embargo, felicitó el espectáculo y la camaradería de Madonna con el público.
Will Hodgkinson de The Times revisó los espectáculos en Londres del The O2, y le dio una calificación de 5 sobre 5 estrellas. Comentó que «Madonna entra y sale de la moda, pero se mantiene constante: su tenacidad... [Ella] regresó al O2 para un concierto en el que demostró que no hay nada como una experiencia cercana a la muerte de revitalizar la Reina del Pop».  Peter Robinson de The Guardian clasificó el concierto con 4 de 5 estrellas complementando la reseña señalado a «Iconic» como «el número perfecto de apertura». Señaló que la mayoría de los «hits de firma aparecen en un estilo actualizado... pero cuando Madonna ofrece una versión refrescante y fiel de «Deeper and Deeper», es el momento culminante de la noche». Reseñando el espectáculo para BBC, Mark Savage comentó que Madonna era «lo suficientemente carismática para comandar todo el estadio por su cuenta y los momentos más fuertes del concierto vienen cuando está a solas en el escenario». Otra categoría de 5 estrellas vino de Neil McCormick, de The Daily Telegraph, que se percató de que la alegría más fuerte para el concierto llegó cuando Madonna se deshizo con éxito a sí misma de su capa durante «Living for Love», refiriéndose a su caída en los Brit Awards a principios de ese año. McCormick describió el concierto como «una alta tecnología deslumbrante, melange multimedia de luz y sonido, con los ojos y la mente impresionados en conjunto por piezas que ofrecen verdugos medievales fantasía, arte marcial de combate geishas, monjas bailarinas de poll dance, sexo simulado... Podría decirse que es otra muestra de choque del mundo del espectáculo y el temor de una amante en forma». Nick Levine de NME cree que fue «demasiado» cantar las canciones de Rebel Heart, «se han sentido-try dura de [Madonna], pero en el escenario que todavía trabaja más duro y ofrece más emoción que sus rivales más jóvenes. Nadie folla como la reina? Es difícil no estar de acuerdo».
Peter Vantyghem del belga De Standaard revisó el espectáculo en Amberes. Criticó a la asimilación de la música durante la sección Latina/Gitana del concierto, pero destacó positivamente el final del espectáculo con los mensajes que lo rodean, el amor y el positivismo.
Hester Carvalho del  NRC Handelsblad  calificó concierto de Ámsterdam con 4 estrellas de 5, señalando que el show se convirtió poco a poco más ágil, pero tuvo movimientos de baile menos sincronizados a diferencia del MDNA Tour. Carvalho también quedó impresionado por la puesta en escena y la larga pasarela.

#### Asia y Oceanía
Lauren James del  South China Morning Post  definió al espectáculo «firmemente coreografía», añadiendo que «Hong Kong finalmente llegó a tomar el sol en el resplandor de Madonna, pero era demasiado divertido ser una aventura de una noche». Revisando el concierto en Bangkok, Manta Klang Boonkrong de AsiaOne comentó que «muestran pocos signos de su edad, Madonna nos dio lo que era claramente uno de los conciertos más sensacionales que alguna vez adornaron Bangkok. Ella hizo un gran trabajo como bailarina , cantante y versátil actriz». Jojo Panaligan del  Manila Bulletin  señaló que la actitud sin complejos de Madonna estaba en exhibición en el Mall of Asia Arena, la multitud reaccionó positivamente.
Después de los conciertos en Nueva Zelanda, la prensa de las islas se hicieron eco de la vuelta de la cantante al país. Las críticas fueron favorables, afirmando ser un espectáculo «icónico (...) Madonna no defrauda como icono pop». desde el Stuff Entertainment reseñaron los conciertos realizados en el Vector Arena de Auckland, diciendo que «todo el espectáculo se compone de teatro, la narración y el valor del choque -ah, y un flujo casi incesante de la conciencia de la cantante». Asimismo, tras su paso por Australia, la cantante recibió alabanzas de la crítica musical de la isla. Michael Lallo reseñó para  The Sydney Morning Herald  el espectáculo, rogándole a la cantante 4 de 4 estrellas. Durante el artículo se describe el concierto celebrado en Melbourne, afirmando que se trató de un gran  show  y esperan volver a tenerla pronto en la isla. Desde la edición australiana de   Yahoo News  calificaron el concierto final en Sídney como «épico y espectacular». Del mismo modo, afirmaron que a pesar de haber pasado 23 años desde la última vez que la cantante estuvo en tierras australianas en concierto, «Madonna no decepcionó».

## Emisiones y grabaciones
En marzo de 2016, Madonna anunció que el rodaje de un DVD de la gira tendría lugar en Sídney, Australia el 19 de marzo y el 20 de ese mismo año. Danny B. Tull y Nathan Rissman serían quienes dirigirían la película de los conciertos. Tanto Tull como Rissman,  han trabajado extensamente con Madonna en sus largometrajes y películas de pasadas giras, y es que además de dirigir el vídeo en vivo, todo lo rodado será parte de un proyecto más amplio para ser lanzado. En julio de 2016 Live Nation anunció que la fecha de lanzamiento de este material sería a mediados de septiembre y que estaría disponible en varios formatos, incluyendo DVD, descarga digital y Blu-Ray así como una edición especial en DigiPack que incluirá un DVD y un CD del concierto. El metraje tendrá por nombre "Madonna : The Rebel Heart Tour". En septiembre de 2016 Madonna mediante redes sociales mostró un pequeño adelanto de las grabaciones tomadas.
El 21 de octubre fue anunciado el film para diciembre de 2016, junto con el primer tráiler oficial de la grabación. Asimismo, también fue anunciado por Entertainment Weekly  anunciado la película del concierto sería estrenada el 9 de diciembre de 2016 en el canal por cable estadounidense Showtime. Titulado como  Madonna: Rebel Heart Tour , que también contará con escenas detrás de cámaras de las actuaciones de la gira australiana. Billboard estrenó una exclusiva escena detrás de las escenas para la gira el 2 de diciembre, mostrando a Madonna audicionando a sus bailarinas y explicando por qué actúa tan duro y duro en el proceso de selección.
La película en vivo fue anunciada para ser lanzada para su compra el 15 de septiembre de 2017 como DVD, Blu-ray y descarga digital. Contendría contenido de bonificación como el espectáculo de Tears of a Clown, así como un CD de 22 canciones en vivo doble. El arte de la portada fue diseñado por Aldo Díaz, fan de la cantante.

## Repertorio
- Acto 1 - Joan of Arc / Samurai

Revolution (vídeo introducción)
1. «Iconic»
2. «Bitch I'm Madonna»
3. «Burning Up»
4. «Holy Water» / «Vogue»
5. «Devil Pray»

- Acto 2 - Rockabilly Meets Tokyo

«Messiah» (vídeo interludio)
1. «Body Shop»
2. «True Blue» (Versión Acústica)
3. «Deeper and Deeper»
4. «HeartBreakCity» / «Love Don't Live Here Anymore»
5. «Like a Virgin» (Contiene elementos de «Heartbeat» y «Erotica»)

- Acto 3 - Latin / Gypsy

«S.E.X.» (vídeo interludio) (contiene elementos de «Justify My Love»)
1. «Living for Love» (Offer Nissim Living for Drums Mix)
2. «La isla bonita»
3. Medley «Dress You Up» / «Into the Groove» / «Everybody» / «Lucky Star»
4. «Who's That Girl» (Acústica)
5. «Ghosttown»
6. «Like a Prayer»
7. «Rebel Heart»

- Acto 4 - Party / Flapper

«Illuminati» (vídeo interludio)
1. «Music»
2. «Candy Shop» (contiene elementos de «Give it 2 Me»)
3. «Material Girl»
4. «La vie en rose»
5. «Unapologetic Bitch»

- Acto 5 - Encore / Celebration

1. «Holiday»

Referencia:

## Fechas
| América del Norte        |                  |                 |                               |
| 9 de septiembre de 2015  | Montreal         | Canadá          | Bell Centre                   |
| 10 de septiembre de 2015 | Montreal         | Canadá          | Bell Centre                   |
| 12 de septiembre de 2015 | Washington D. C. | Estados Unidos  | Verizon Center                |
| 16 de septiembre de 2015 | Nueva York       | Estados Unidos  | Madison Square Garden         |
| 17 de septiembre de 2015 | Nueva York       | Estados Unidos  | Madison Square Garden         |
| 19 de septiembre de 2015 | Brooklyn         | Estados Unidos  | Barclays Center               |
| 21 de septiembre de 2015 | Quebec           | Canadá          | Centre Videotron              |
| 24 de septiembre de 2015 | Filadelfia       | Estados Unidos  | Wells Fargo Center            |
| 26 de septiembre de 2015 | Boston           | Estados Unidos  | TD Center                     |
| 28 de septiembre de 2015 | Chicago          | Estados Unidos  | United Center                 |
| 1 de octubre de 2015     | Detroit          | Estados Unidos  | Joe Louis Arena               |
| 3 de octubre de 2015     | Atlantic City    | Estados Unidos  | Boardwalk Hall                |
| 5 de octubre de 2015     | Toronto          | Canadá          | Air Canada Centre             |
| 6 de octubre de 2015     | Toronto          | Canadá          | Air Canada Centre             |
| 8 de octubre de 2015     | Saint Paul       | Estados Unidos  | Xcel Energy Center            |
| 11 de octubre de 2015    | Edmonton         | Canadá          | Rexall Place                  |
| 12 de octubre de 2015    | Edmonton         | Canadá          | Rexall Place                  |
| 14 de octubre de 2015    | Vancouver        | Canadá          | Rogers Arena                  |
| 17 de octubre de 2015    | Portland         | Estados Unidos  | Moda Center                   |
| 19 de octubre de 2015    | San José         | Estados Unidos  | SAP Center                    |
| 22 de octubre de 2015    | Glendale         | Estados Unidos  | Glendale Arena                |
| 24 de octubre de 2015    | Las Vegas        | Estados Unidos  | MGM Grand Garden Arena        |
| 27 de octubre de 2015    | Los Ángeles      | Estados Unidos  | The Forum                     |
| 29 de octubre de 2015    | San Diego        | Estados Unidos  | Valley View Casino Center     |
| Europa                   |                  |                 |                               |
| 4 de noviembre de 2015   | Colonia          | Alemania        | Lanxess Arena                 |
| 5 de noviembre de 2015   | Colonia          | Alemania        | Lanxess Arena                 |
| 7 de noviembre de 2015   | Praga            | República Checa | O2 Arena                      |
| 8 de noviembre de 2015   | Praga            | República Checa | O2 Arena                      |
| 10 de noviembre de 2015  | Berlín           | Alemania        | O2 World                      |
| 11 de noviembre de 2015  | Berlín           | Alemania        | O2 World                      |
| 14 de noviembre de 2015  | Estocolmo        | Suecia          | Tele2 Arena                   |
| 16 de noviembre de 2015  | Herning          | Dinamarca       | Jyske Bank Boxen              |
| 19 de noviembre de 2015  | Turín            | Italia          | Palasport Olimpico            |
| 21 de noviembre de 2015  | Turín            | Italia          | Palasport Olimpico            |
| 22 de noviembre de 2015  | Turín            | Italia          | Palasport Olimpico            |
| 24 de noviembre de 2015  | Barcelona        | España          | Palau Sant Jordi              |
| 25 de noviembre de 2015  | Barcelona        | España          | Palau Sant Jordi              |
| 28 de noviembre de 2015  | Amberes          | Bélgica         | Sportpaleis                   |
| 29 de noviembre de 2015  | Mannheim         | Alemania        | SAP Arena                     |
| 1 de diciembre de 2015   | Londres          | Reino Unido     | The O2 Arena                  |
| 2 de diciembre de 2015   | Londres          | Reino Unido     | The O2 Arena                  |
| 5 de diciembre de 2015   | Ámsterdam        | Países Bajos    | Ziggo Dome                    |
| 6 de diciembre de 2015   | Ámsterdam        | Países Bajos    | Ziggo Dome                    |
| 9 de diciembre de 2015   | París            | Francia         | Bercy Arena                   |
| 10 de diciembre de 2015  | París            | Francia         | Bercy Arena                   |
| 12 de diciembre de 2015  | Zúrich           | Suiza           | Hallenstadion                 |
| 14 de diciembre de 2015  | Mánchester       | Reino Unido     | M.E.N. Arena                  |
| 16 de diciembre de 2015  | Birmingham       | Reino Unido     | Barclaycard Arena             |
| 20 de diciembre de 2015  | Glasgow          | Reino Unido     | The Hydro                     |
| América del Norte        |                  |                 |                               |
| 6 de enero de 2016       | Ciudad de México | México          | Palacio de los Deportes       |
| 7 de enero de 2016       | Ciudad de México | México          | Palacio de los Deportes       |
| 10 de enero de 2016      | San Antonio      | Estados Unidos  | AT&T Center                   |
| 12 de enero de 2016      | Houston          | Estados Unidos  | Toyota Center                 |
| 14 de enero de 2016      | Tulsa            | Estados Unidos  | BOK Center                    |
| 16 de enero de 2016      | Louisville       | Estados Unidos  | KFC Yum! Center               |
| 18 de enero de 2016      | Nashville        | Estados Unidos  | Bridgestone Arena             |
| 20 de enero de 2016      | Atlanta          | Estados Unidos  | Philips Arena                 |
| 23 de enero de 2016      | Miami            | Estados Unidos  | American Airlines Arena       |
| 24 de enero de 2016      | Miami            | Estados Unidos  | American Airlines Arena       |
| 27 de enero de 2016      | San Juan         | Puerto Rico     | Coliseo de Puerto Rico        |
| 28 de enero de 2016      | San Juan         | Puerto Rico     | Coliseo de Puerto Rico        |
| Asia                     |                  |                 |                               |
| 4 de febrero de 2016     | Taipéi           | Taiwán          | Taipei Arena                  |
| 6 de febrero de 2016     | Taipéi           | Taiwán          | Taipei Arena                  |
| 9 de febrero de 2016     | Bangkok          | Tailandia       | Impact Arena                  |
| 10 de febrero de 2016    | Bangkok          | Tailandia       | Impact Arena                  |
| 13 de febrero de 2016    | Tokio            | Japón           | Saitama Super Arena           |
| 14 de febrero de 2016    | Tokio            | Japón           | Saitama Super Arena           |
| 17 de febrero de 2016    | Hong Kong        | China           | AsiaWorld-Arena               |
| 18 de febrero de 2016    | Hong Kong        | China           | AsiaWorld-Arena               |
| 20 de febrero de 2016    | Macao            | China           | Studio City Event Center      |
| 21 de febrero de 2016    | Macao            | China           | Studio City Event Center      |
| 24 de febrero de 2016    | Manila           | Filipinas       | Mall of Asia Arena            |
| 25 de febrero de 2016    | Manila           | Filipinas       | Mall of Asia Arena            |
| 28 de febrero de 2016    | Kallang          | Singapur        | National Stadium              |
| Oceanía                  |                  |                 |                               |
| 5 de marzo de 2016       | Auckland         | Nueva Zelanda   | Vector Arena                  |
| 6 de marzo de 2016       | Auckland         | Nueva Zelanda   | Vector Arena                  |
| 12 de marzo de 2016      | Melbourne        | Australia       | Rod Laver Arena               |
| 13 de marzo de 2016      | Melbourne        | Australia       | Rod Laver Arena               |
| 16 de marzo de 2016      | Brisbane         | Australia       | Brisbane Entertainment Centre |
| 17 de marzo de 2016      | Brisbane         | Australia       | Brisbane Entertainment Centre |
| 19 de marzo de 2016      | Sídney           | Australia       | Allphones Arena               |
| 20 de marzo de 2016      | Sídney           | Australia       | Allphones Arena               |

### Recaudaciones
| Lugar                         | Ciudad           | Entradas vendidas/disponibles | Recaudación  |
| ----------------------------- | ---------------- | ----------------------------- | ------------ |
| Bell Centre                   | Montreal         | 26 468 / 26 468 (100%)        | $3 420 984   |
| Verizon Center                | Washington D. C. | 13 271 / 13 271 (100%)        | $2 014 706   |
| Madison Square Garden         | New York City    | 28 371 / 28 371 (100%)        | $5 230 985   |
| Barclays Center               | Brooklyn         | 14 258 / 14 258 (100%)        | $2 789 910   |
| Videotron Centre              | Quebec City      | 13 051 / 13 051 (100%)        | $1 078 608   |
| Wells Fargo Center            | Philadelphia     | 10 544 / 10 544 (100%)        | $1 434 010   |
| TD Garden                     | Boston           | 12 780 / 12 780 (100%)        | $1 941 750   |
| United Center                 | Chicago          | 14 026 / 14 026 (100%)        | $2 522 365   |
| Joe Louis Arena               | Detroit          | 12 852 / 12 852 (100%)        | $1 206 431   |
| Boardwalk Hall                | Atlantic City    | 9 498 / 9 498 (100%)          | $1 522 061   |
| Air Canada Centre             | Toronto          | 26 603 / 26 603 (100%)        | $3 416 646   |
| Xcel Energy Center            | Saint Paul       | 11 449 / 11 449 (100%)        | $1 190 535   |
| Rexall Place                  | Edmonton         | 26 093 / 26 093 (100%)        | $3 310 026   |
| Rogers Arena                  | Vancouver        | 12 153 / 12 153 (100%)        | $1 227 073   |
| Moda Center                   | Portland         | 13 695 / 13 695 (100%)        | $2 004 420   |
| SAP Center                    | San Jose         | 12 862 / 12 862 (100%)        | $2 298 815   |
| Gila River Arena              | Glendale         | 10 393 / 10 393 (100%)        | $1 307 510   |
| MGM Grand Garden Arena        | Las Vegas        | 12 787 / 12 787 (100%)        | $3 524 113   |
| The Forum                     | Los Ángeles      | 13 207 / 13 207 (100%)        | $2 852 095   |
| Valley View Casino Center     | San Diego        | 10 574 / 10 574 (100%)        | $1 606 935   |
| Lanxess Arena                 | Cologne          | 25 952 / 25 952 (100%)        | $2 748 071   |
| O2 Arena                      | Praga            | 33 408 / 33 408 (100%)        | $3 001 142   |
| O2 World                      | Berlín           | 23 588 / 23 588 (100%)        | $2 638 597   |
| Tele2 Arena                   | Estocolmo        | 39 338 / 39 338 (100%)        | $3 482 634   |
| Jyske Bank Boxen              | Herning          | 12 263 / 12 263 (100%)        | $1 000 551   |
| Palasport Olimpico            | Turín            | 34 752 / 34 752 (100%)        | $3 694 172   |
| Palau Sant Jordi              | Barcelona        | 28 104 / 28 104 (100%)        | $2 312 846   |
| Sportpaleis                   | Amberes          | 19 315 / 19 315 (100%)        | $2 135 032   |
| SAP Arena                     | Mannheim         | 10 883 / 10 883 (100%)        | $1 213 890   |
| The O2 Arena                  | Londres          | 28 670 / 28 670 (100%)        | $4 861 403   |
| Ziggo Dome                    | Ámsterdam        | 30 023 / 30 023 (100%)        | $3 559 122   |
| Bercy Arena                   | París            | 30 817 / 30 817 (100%)        | $3 868 967   |
| Hallenstadion                 | Zürich           | 11 306 / 11 306 (100%)        | $1 773 189   |
| Manchester Arena              | Mánchester       | 14 177 / 14 177 (100%)        | $2 342 186   |
| Barclaycard Arena             | Birmingham       | 12 119 / 12 119 (100%)        | $1 863 342   |
| The SSE Hydro                 | Glasgow          | 9 665 / 9 665 (100%)          | $1 574 416   |
| Palacio de los Deportes       | Ciudad de México | 31 696 / 31 696 (100%)        | $4 537 609   |
| AT&T Center                   | San Antonio      | 14 543 / 14 543 (100%)        | $1 915 670   |
| Toyota Center                 | Houston          | 11 604 / 11 604 (100%)        | $1 671 630   |
| BOK Center                    | Tulsa            | 10 891 / 10 891 (100%)        | $1 559 410   |
| KFC Yum! Center               | Louisville       | 14 558 / 14 558 (100%)        | $1 856 200   |
| Bridgestone Arena             | Nashville        | 11 569 / 11 569 (100%)        | $1 430 485   |
| Philips Arena                 | Atlanta          | 10 609 / 10 609 (100%)        | $1 500 635   |
| American Airlines Arena       | Miami            | 26 468 / 26 468 (100%)        | $2 555 425   |
| Coliseo de Puerto Rico        | San Juan         | 18 539 / 18 539 (100%)        | $2 352 219   |
| Taipei Arena                  | Taipéi           | 22 554 / 22 554 (100%)        | $6 578 042   |
| Impact Arena                  | Bangkok          | 19 930 / 19 930 (100%)        | $4 584 740   |
| Saitama Super Arena           | Saitama          | 37 706 / 37 706 (100%)        | $9 609 418   |
| AsiaWorld-Arena               | Hong Kong        | 21 808 / 21 808 (100%)        | $4 907 134   |
| Studio City Event Center      | Macau            | 7 446 / 7 446 (100%)          | $8 265 771   |
| Mall of Asia Arena            | Manila           | 15 710 / 15 710 (100%)        | $4 956 105   |
| National Stadium              | Singapur         | 19 123 / 19 123 (100%)        | $6 093 229   |
| Vector Arena                  | Auckland         | 17 386 / 17 386 (100%)        | $3 593 978   |
| Rod Laver Arena               | Melbourne        | 23 768 / 23 768 (100%)        | $5 482 518   |
| Brisbane Entertainment Centre | Brisbane         | 13 886 / 13 886 (100%)        | $2 332 579   |
| Allphones Arena               | Sídney           | 26 370 / 26 370 (100%)        | $6 052 001   |
| Total                         | Total            | 1 045 479 / 1 045 479 (100%)  | $169 804 336 |

## Personal

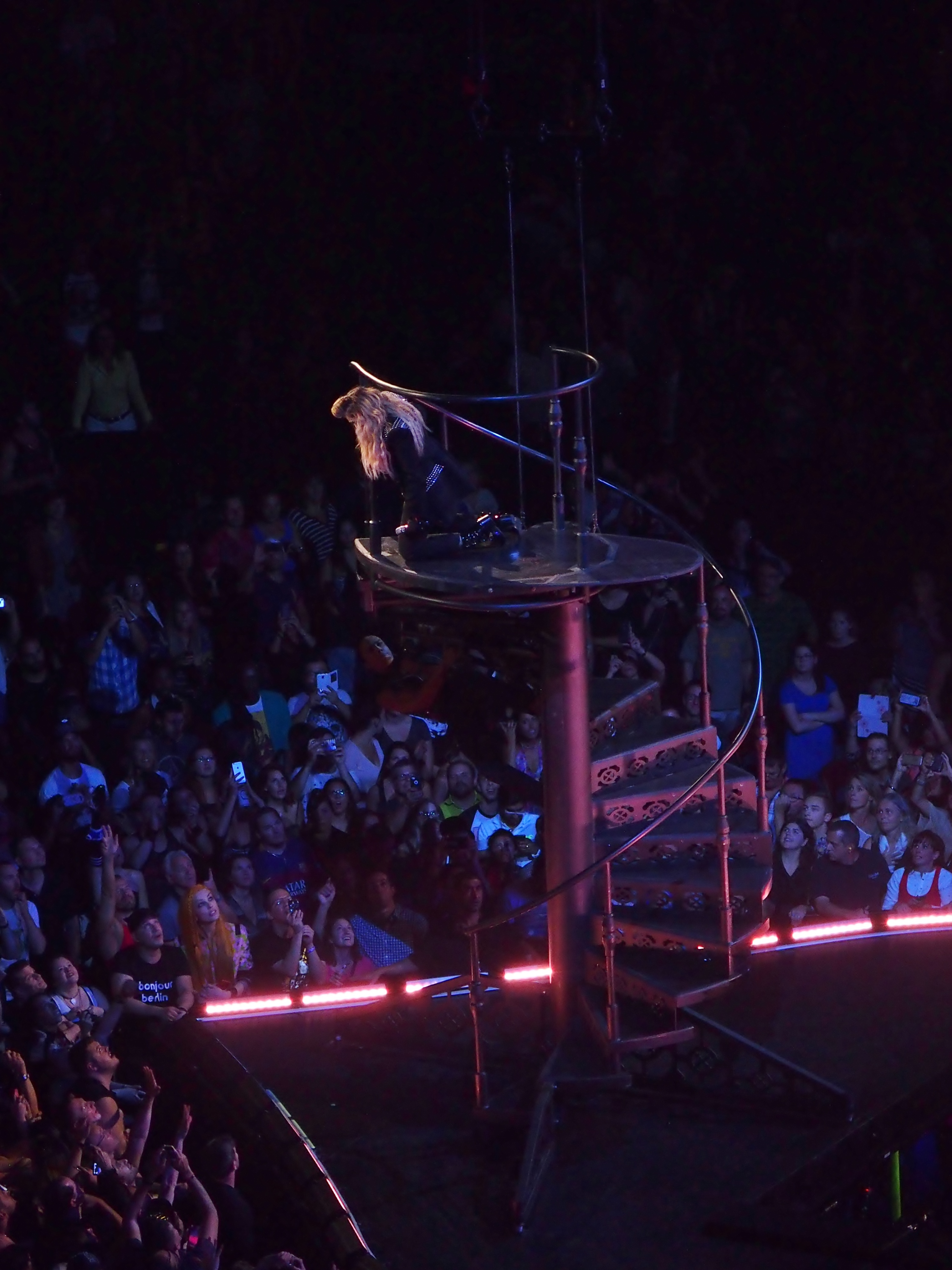
Madonna interpretando «HeartBreakCity» durante la gira.

| Espectáculo - Creado por - Madonna - Director de espectáculo - Jamie King - Asistente de director del espectáculo - Tiffany Olson - Diseño del escenario - Stufish Entertainment Architects - Coreógrafo Plomo y consultor creativo - Megan Lawson - Diseñador Lighing - Al Gordon Banda - Voz principal y guitarra - Madonna - El director musical y teclados - Kevin Antunes - Guitarra - Monte Pittman - Batería - Brian Frasier-Moore - Teclados - Ric'key Pageot - Coros - Nicki Richards y Kiley Dean - Ingeniero vocal - Sean Spuehler Coreógrafos y artistas intérpretes o ejecutantes - Coreógrafos & Co-supervisión - Jason Young & Valeree joven - Coreógrafos adicionales - Matt Cady, Kevin Maher, Aya Sato, Mona Marie, Jillian Meyers, Chaz Buzan, Sebastián Ramírez, María Cebrian, Marvin Gofin, Emilie Chapel, Yaman Okur, Sonia Olla e Ismael Fernández, de Scott Maldment y el puntal n Fret Team, & Rich y Tone Talauega - Bailarines - Pono Aweau, Allaune Blegbo, Deurell Bullock, Grichka Caruge, Justin De Vera, Coral Dolphin, Marvin Gofin, Malik Le Nost, Loic Mabanza, Sasha Mallory, el jeque Mondesia, Bambi Nakayama, Jo'Artis Ratti, Lil 'Buck Riley, Aya Sato, Ai Shimatsu, Sohey Sugihara, María Wada, y Ahlamalik Williams Departamento de vestuario - Estilista - Arianne Phillips - Asistentes de la estilista - Laura Morgan, Taryn Shumway, y Jessica Dell - Diseño de vestuario - Miu Miu, Prada, Gucci, Fausto Puglisi, Moschino, Nicolas Jebran, Aura Tout Vu, Swarovski, Alexander Wang y Lilly e Violetta Carretera / Grupo de la gira - Aparador - Tony Villanueva - Supervisor de Armario - Mel Diques - Asistente de vestuario de Madonna - Lisa Nishimura - Aparadores Armario - Janelle Corey, Noriko Kakihara, Danielle Martínez, y Laura Spratt - Sastre - Michael Velásquez Información Personal - Director - Tres Thomas - Contador Tour y gerente de Operaciones - Rick Sobkowiak - Contador & Producción - Sherine Sherman - Información ticketing - Stacey Saari - Asistente Ejecutivo - Brea Thomas - Coordinadores del programa VIP - Natasha Veinberg y Colleen Cozart | El personal de Madonna - Cabello y maquillaje - Andy Lecompte y Aarón Henrikson - Maquilladora para Madonna - Aaron Henrikson - Ensayos maquillaje consultor - Gina Brooke - Seguridad - Martin Conton, Craig Evans, Gingi Levin, Erez Netzer y Shir Sheleg - Artista Chef - Travis Dorsey - Nutricionista y esteticista - Jean-Michel Ete y Michelle Peck - Entrenadores de Madonna - Craig Smith & Marlyn Ortiz - Asistentes de Madonna - Gigi Fouquet y Mae Heidenreich - Asistente de Producción - Megan Duffy - Administrador del artista - Richard Coble - Administrador Auxiliar - Abby Roberts - Asistente ensayos - Maria Guitterez - Hotel antelación - Janine Edwards Entourage Party - Administrador - Jill McCutchan - Administrador Auxiliar - Jeremy Child - Terapeuta físico - Marcos Parkhouse Administración - Administrador - Guy Oseary - Adicional gestión - Sara Zambreno y Danielle Doll - Asistente Guy Oseary - Rachel Gordh - Publicidad - Liz Rosenberg & Brian Bumbery - Reino Unido la publicidad - Barbara Charone - Webster y medios digitales - Johann Delebarre y Abe Burns - Archivos - Karine Prot - Gestión de Empresas - Richard Feldstein y Rosy Simon Producción de vídeo - Diseño - Moment Factory & Veneno Inc. - Directores Creativos - Sakchin Bessette y Caroline Oliveira - Producción de Video - The Good Company, Vfx por MPC, Johanna Marsal, y Anotherproduction AB - Directores - Vídeo Steven Klein, Tarik Mikou, Danny Tull, Jonas Akerland, Fabien Baron, Tom Munro, Equipo JACK, y Johan Soderberg - Edición de vídeo - Danny Tull, Alex Hammer, Russ Senzatimore, Tom Watson, y Hamish Lyons Worldwide promotor y productor - Información promotor - Live Nation Global Touring - El presidente y director general ejecutivo - Arthur Fogel - Director operativo - Gerry Barad - VP Senior de operaciones globales - Tres Thomas & Craig Evans |

Referencia: